# Czarnuszowice
Czarnuszowice (ukr. Чорнушовичі, Czornuszowyczi) – wieś na Ukrainie w rejonie lwowskim (do 2020 roku w rejonie pustomyckim) należącym do obwodu lwowskiego. 
W II Rzeczypospolitej wieś w powiecie lwowskim województwa lwowskiego. W 1945 nacjonaliści ukraińscy z OUN-UPA zamordowali tutaj 6 Polaków.
We wsi znajdują się:
- nieczynna świątynia rzymskokatolicka pw. Nawiedzenia Najświętszej Panny Marii  - zbudowana w latach 1923 - 1928 według projektu Bronisława Wiktora[2].
- cerkiew greckokatolicka pw. św. Mikołaja[3]

## Demografia
- 1900 – 608 grekokatolików, 247 rzymskich katolików, 27 żydów[4]
- 2024 – 603[5]